# La Luisiana
La Luisiana es una localidad y un municipio español perteneciente a la provincia de Sevilla, comunidad autónoma de Andalucía, España. El municipio está formado por las localidades de La Luisiana y El Campillo. 

## Geografía
Contaba con 4.604 habitantes en 2016. Su extensión superficial es de 43 km² y tiene una densidad de 106,66 hab/km². Está integrado en la comarca de Écija y se sitúa a 69 kilómetros de la capital provincial. El término municipal está atravesado por la autovía del Sur  A-4  entre los pK 464 y 472. 
El relieve del improvisado contorneado del término de La Luisiana, se instala en el dominio de la Campiña Sevillana. En general, es un relieve formado por colinas, de formas suaves y redondeadas, con llanuras de extensión considerable. La altitud oscila entre los 182 metros al noreste y los 115 metros, a orillas del arroyo Madre de Fuentes. El pueblo se alza a 168 metros sobre el nivel del mar. Respecto a su hidrografía, destacan los arroyos "Cascajoso" y "Chirrión" o "Arroyo de La Luisiana", que al salir del término municipal se denomina "Arroyo de los Balcones", y que se une en las afueras del pueblo con el arroyo de "Los Baños", ambos son afluentes del "Arroyo Madre de Fuentes", formando parte todos ellos del sistema hidrológico del río Guadalquivir.
| Noroeste: Écija (exclave)   | Norte: Écija (exclave) y Cañada Rosal | Noreste: Écija |
| Oeste: Fuentes de Andalucía |                                       | Este: Écija    |
| Suroeste: Écija             | Sur: Écija                            | Sureste: Écija |

## Historia
En el término municipal hay unos baños romanos, cercanos a la antigua Obulcula (actual Castillo de la Monclova) y de la antigua Astigi (actual Écija).
La Luisiana es parte de las Nuevas Poblaciones fundadas por el superintendente Pablo de Olavide en el siglo XVIII, en el reinado de Carlos III. Se fundó con 9 161 fanegas de las dehesas de Yeguas y Mochales, y con más 905 fanegas del Cortijo de la Orteguilla, propiedad del marqués de Peñaflor, el cual recibió a cambio las tierras del barranco Bermejo, colindantes con su cortijo del Alamillo al que las incorporó.
Los primeros colonos de La Luisiana empezaron a llegar a finales de 1768, aunque el mayor contingente llegó entre marzo y octubre de 1769. La mayoría de los colonos fueron traídos del extranjero por el aventurero bávaro Gaspar de Thürriegel. Los que llegaron provenían de Alemania (Palatinado), Austria, Flandes, Francia (Salm-Salm, Alsacia y Lorena), Luxemburgo, Suiza (área del lago de Constanza y cantones de Uri, Lucerna, Zúrich y Soleura) e Italia. En la actualidad, se conservan los siguientes apellidos de los primeros colonos extranjeros en el municipio: Hans, Pigner, Ancio, Uber, Delis, Rúger, Vidriel, Hebles, Columbrí, Fítler, Demans, Bacter y Lagrán.
La feligresía de La Luisiana abarcaba las aldeas de El Campillo, Los Motillos (desaparecida a mediados del siglo XIX) y Cañada Rosal (municipio independiente desde 1986).
Las Nuevas Poblaciones de Sierra Morena y Andalucía se regían por un fuero propio, promulgado en 1767, que estuvo en vigor hasta 1835. Tras esto se constituyó el Ayuntamiento de La Luisiana, integrado en la provincia de Sevilla.

## Geografía humana

### Demografía
Cuenta con una población de 4626 habitantes (INE 2024).
| Gráfica de evolución demográfica de La Luisiana entre 1842 y 2021 |
| |
| Población de derecho según los censos de población del INE Población de hecho según los censos de población del INEEntre el censo de 1991 y el anterior, disminuye el término del municipio porque independiza a 41901 (Cañada Rosal) |

En 1770 tenía una población de 525 personas. En 1796 el número había crecido hasta los 896 habitantes.

### Economía

#### Evolución de la deuda viva municipal
| Gráfica de evolución de Deuda viva del Ayuntamiento de Luisiana (La) entre 2008 y 2019                                |
| |
| Deuda viva del Ayuntamiento de Luisiana (La) en miles de Euros según datos del Ministerio de Hacienda y Ad. Públicas. |

## Turismo
El municipio cuenta con unos baños romanos, enclavados junto a la antigua Vía Augusta.
La iglesia de la Inmaculada Concepción, en La Luisiana, es un edificio construido en la segunda mitad del siglo XVIII. La fachada es del siglo XIX, reformada en el siglo XX. El retablo mayor procede del colegio de San Fulgencio de Écija, de los jesuitas, que fueron expulsados de España en 1767, y sobre él hay un escudo real de Carlos III.

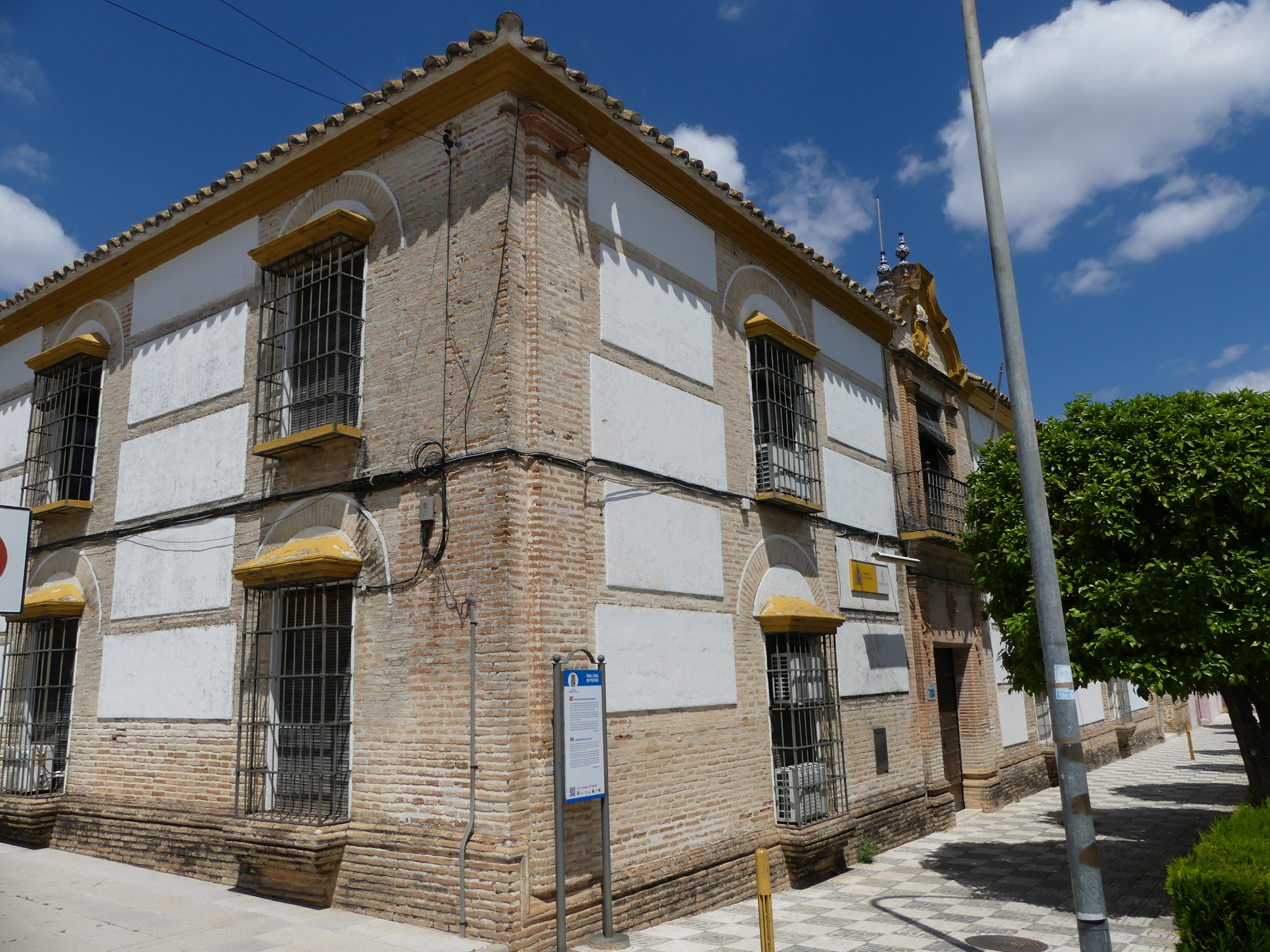
Antigua Real Casa de Postas de La Luisana.

La construcción de la Real Casa de Postas de La Luisiana se inició en 1770. Fue una de las tres posadas que hubo en la localidad. Conserva muchas dependencias originales, incluyendo la zona noble, con un patio con columnas toscanas y una fachada barroca. Es de propiedad municipal en la actualidad está cedido temporalmente a la Guardia Civil.

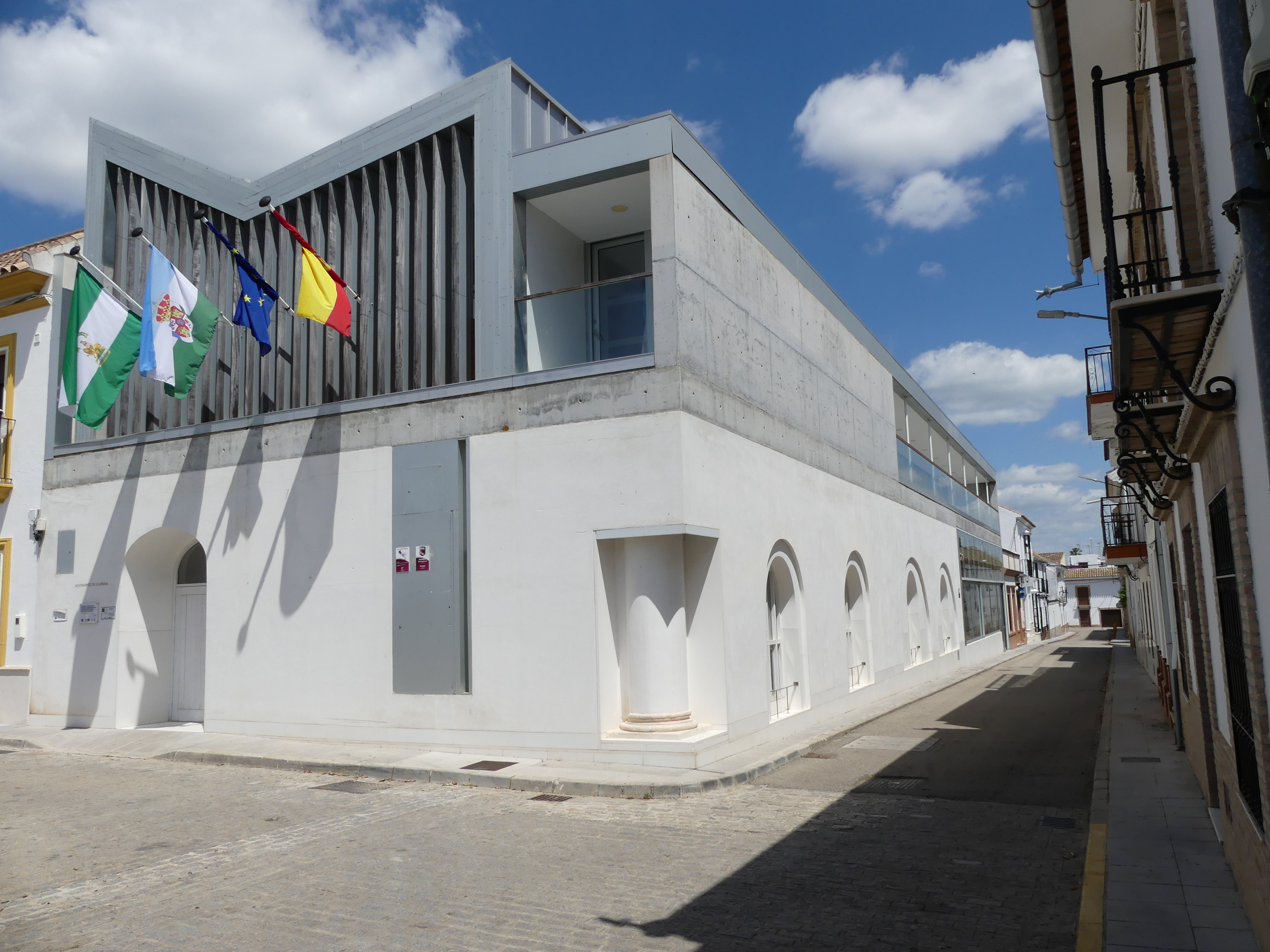
Exterior del Ayuntamiento de La Luisiana.

El Real Pósito de La Luisiana es un edificio de la segunda mitad del siglo XVIII. Está muy reformado y solo se ha respetado su sistema de bóvedas de arista original. En la actualidad, es el Ayuntamiento de La Luisiana.
La torre telegráfica del Cortijo Nuevo, junto al cortijo de las Estacas, fue construida a mediados del siglo XIX por el Ministerio de la Gobernación y pertenecía a la Línea telegráfica de Andalucía, para enviar mensajes del ministro a los gobernadores civiles de Sevilla y Cádiz. En el 2006 se publicó el libro "La telegrafía óptica en Andalucía" por la Consejería de Obras Públicas y Transportes en Sevilla, en el cual se detallan todas las torres que existieron entre Madrid y Cádiz.
Cerca de los baños romanos se encuentra la Fuente de los Borricos, construida en el siglo XVIII.
La iglesia de El Campillo también es del siglo XVIII.
En este municipio nació el conocido compositor Manuel Ruiz Vidriel que compuso las marchas "Rocío" o "Desde Huelva a Granada", entre otras, muriendo muy joven en Huelva, donde se había establecido como director de la banda municipal.

## Gastronomía
En la gastronomía de La Luisiana entre sus mejores productos destacan los "roscos" y los picos, los cuales han alcanzado fama a nivel nacional, con clientes como la Casa Real. Los platos más típicos que se pueden encontrar son:
- "Guisado": tocino, ajo, perejil, especias, miga de pan, y limón.
- "Sopas": de espárragos trigueros, de gambas, de hierbabuena, gazpacho de habas, saleroso.
- "Potajes": de garbanzos o habichuelas.
- "Guisos": de habas y de espárragos.

## Fiestas
Las celebraciones que tienen lugar en el municipio son las siguientes:
- Cabalgata de Reyes Magos. El día 5 de enero en La Luisiana y El Campillo.
- Carnaval en los centros educativos de La Luisiana y El Campillo y fiestas y desfiles un domingo de carnaval, con piñata.
- Día de Andalucía. Se celebra el 28 de febrero. Se realiza una marcha en bicicleta hasta Cañada Rosal, que devuelve la visita el 27 de agosto, con motivo del día de su segregación de La Luisiana en 1986.
- Semana Santa. En La Luisiana procesiona el Domingo de Ramos la Borriquita, el Martes Santo el Cautivo y el Viernes Santo el Cristo de la Piedad y la Virgen de los Dolores. En El Campillo el Jueves Santo procesiona el Cristo de la Buena Muerte y la Virgen de los Dolores.
- Fiesta de los Huevos Pintados. Tradición centroeuropea heredada de los primeros colonos que se celebra cada Domingo de Resurrección en la plaza Pablo de Olavide de La Luisiana y en la plaza de Carlos III de El Campillo.
- Romería de la Inmaculada Concepción. Se celebra el penúltimo fin de semana de abril. Tras una misa, la imagen de la Inmaculada es portada en una carroza adornada con flores blancas y azules hacia la zona recreativa municipal del arroyo Madrefuentes.
- Romería de la Virgen de Fátima y la Feria y Fiestas de la Cruz de Mayo de El Campillo. El 1 de mayo salen las carrozas desde El Campillo hacia La Luisiana, en cuya iglesia parroquial se recoge la imagen de la Virgen de Fátima. La imagen va acompañada del cortejo a El Campillo, donde permanece tres días, hasta que regresa de nuevo a La Luisiana. Esta romería y las fiestas de la Cruz de Mayo congregan a gran cantidad de personas de toda la comarca.
- Feria y fiestas de La Luisiana, en torno al 15 de agosto.
- Velada en honor a la Virgen de los Dolores en El Campillo. Se festeja el 15 de septiembre.
- Procesión de la Inmaculada Concepción por la Luisiana el 8 de diciembre.